# Habranthus guachipensis
Habranthus guachipensis är en amaryllisväxtart som beskrevs av Pierfelice Ravenna. Habranthus guachipensis ingår i släktet Habranthus och familjen amaryllisväxter. Inga underarter finns listade i Catalogue of Life.